# Timea juantotoi
Timea juantotoi är en svampdjursart som beskrevs av Carballo och Cruz-Barraza 2006. Timea juantotoi ingår i släktet Timea och familjen Timeidae. Inga underarter finns listade i Catalogue of Life.